# Monitor brajlowski

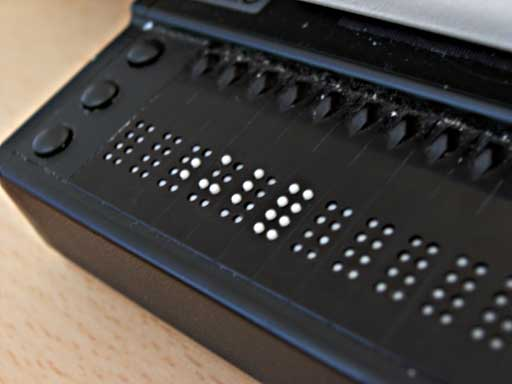
Monitor brajlowski

Monitor brajlowski – komputerowe urządzenie wejścia-wyjścia służące do wyświetlania pisma Braille’a. Jest używane przez niewidomych użytkowników, którzy nie mogą używać normalnych monitorów. Niewidomi używają także syntezatorów mowy. Mogą się przełączać między tymi dwoma systemami lub korzystać z nich równocześnie zależnie od okoliczności. Osoby głuchoniewidome również mogą używać tego urządzenia.

## Budowa
Podstawa monitora brajlowskiego często integruje się z klawiaturą brajlowską. Wprowadza się w niej tekst poprzez dwa zestawy czterech klawiszy z dwóch stron, natomiast wyjście przez monitor brajlowski składający się z rzędu elektromechanicznych komórek znaków alfabetu Braille'a, z których każda może podnieść się lub opuścić przez kombinację ośmiu okrągło zakończonych bolców. Istnieją także inne warianty, które używają konwencjonalnej klawiatury QWERTY dla wejścia i bolców dla wyjścia, jak i same urządzenia wejścia bądź wyjścia.
W niektórych modelach pozycja kursora jest reprezentowana przez wibrujący bolec, a niektóre posiadają przełącznik związany z każdą komórką, by przenieść kursor bezpośrednio do odpowiedniej komórki.
Mechanizm, który podnosi bolce, wykorzystuje efekt piezoelektryczny niektórych kryształów, w wyniku czego rozszerzają się, gdy napięcie jest przyłożone do nich. Kryształ jest połączony z dźwignią, która podnosi bolec. Musi się tu znajdować osobny kryształ dla każdego bolca wyświetlacza (osiem na znak).
Z powodu złożoności produkcji niezawodnego monitora, który przetrwa codzienne użytkowanie, są one drogie. Zazwyczaj przedstawianych jest tylko 40 lub 80 znaków jednocześnie. Modele z 18 i 40 znakami pojawiają się w niektórych urządzeniach do sporządzania notatek.

## Oprogramowanie
Oprogramowanie kontrolujące monitor jest nazywane czytnikiem ekranowym. Zbiera informacje z ekranu przez system operacyjny, konwertuje go do alfabetu Braille'a i przesyła do monitora. Czytniki ekranowe dla graficznych systemów operacyjnych są zazwyczaj złożone, ponieważ elementy graficzne takie jak okna czy paski boczne muszą być zinterpretowane i opisane w formie tekstowej. Nowoczesne systemy operacyjne zwykle posiadają interfejs programowania aplikacji (API), by uzyskać takie informacje jak automatyzacja interfejsu użytkownika (UIA) w Microsoft Windows, VoiceOver dla macOS i iOS oraz AT-SPI w środowisku graficznym GNOME.

## Przyszły wygląd
- Monitor brajlowski bazujący na obracających się walcach został skonstruowany w 2000 r. przez Narodowy Instytut Standaryzacji i Technologii, a także przez Katholieke Universiteit Leuven w Belgii. Zarówno jeden, jak i drugi są obecnie w trakcie procesu komercjalizacji. W tym urządzeniu znaki są umieszczone na krańcu obracającego się koła, co pozwala na ciągłe czytanie bez poruszania palcem, gdy koło obraca się z zadaną szybkością. Bolce są umieszczone tak, by przy obrocie nie zmieniały pozycji do momentu przejścia przez aktuator, który zmienia zestaw znaków. Dzięki temu złożoność jest znacznie zredukowana, więc ekrany oparte na obrotowych walcach powinny być znacznie mniej kosztowne od tradycyjnych monitorów brajlowskich.
- Projekt w pełni brajlowskiego komputera został opatentowany, lecz jeszcze nie wyprodukowany.
- Cała strona wypełniana przez 1 000 znaków (25 linii po 40 znaków) została skonstruowana w 2015 r. przez Tactisplay Corporation. Całość posiada 12 000 pikseli w konfiguracji 120×100, może przedstawić dowolną stronę graficzną kompatybilną z BANA w 8 sekund.
- Tactile jest urządzeniem tłumaczącym tekst na alfabet Braille'a w czasie rzeczywistym, aktualnie produkowanym przez MIT.